# Anampses chrysocephalus
Espèce
Statut de conservation UICN

 LC  : Préoccupation mineure
Anampses chrysocephalus est une espèce de poissons téléostéens (Teleostei).